# Josef Musil
Josef Musil   (Kostelní Lhota, 3 de juliol de 1932 - Thomayer Hospital i Praga, 26 d'agost de 2017) fou un jugador de voleibol txec que va competir sota bandera txecoslovaca durant les dècades de 1950 i 1960.
El 1964 va prendre part en els Jocs Olímpics de Tòquio, on guanyà la medalla de plata en la competició de voleibol. Quatre anys més tard, als Jocs de Ciutat de Mèxic, guanyà la medalla de bronze en la mateixa competició. En el seu palmarès també destaquen dues medalles d'or (1956 i 1966) i tres de plata (1952, 1960 i 1962) al Campionat del Món de voleibol, i dues d'or (1955 i 1958) i una de plata (1967) al Campionat d'Europa. A nivell de clubs jugà en diversos equips txecoslovacs, amb els que guanyà vuit lligues nacionals. Els darrers anys de vida esportiva els passà a Itàlia, on guanyà la lliga de 1970 i compaginà la tasca de jugador amb la d'entrenador. Es retirà el 1976. Continuà entrenant fins a començaments de la dècada de 1990. El 2004 fou incorporat a l'International Volleyball Hall of Fame.